# 215 (liczba)
215 (dwieście piętnaście) – liczba naturalna następująca po 214 i poprzedzająca 216.

## W matematyce
- 215 to liczba złożona i półpierwsza.
- 215 to liczba o symetrii pionowej na wyświetlaczu kalkulatora (sekwencja A053701 w OEIS).
- Istnieje 215 ciągów czterech liczb całkowitych, które przegrupowania zalicza się do odrębnych, tak że suma ich odwrotności wynosi 1[1]. Są to:
  - 24 układy (2,3,7,42), (2,3,8,24), (2,3,9,18), (2,3,10,15), (2,4,5, 20) i (2,4,6,12).
  - 12 układów (3,3,4,12), (3,4,4,6), (2,3,12,12), (2,4,8,8) i (2,5,5, 10).
  - 6 układów (3,3,6,6).
  - 4 układy (2,6,6,6).
  - 1 układ (4,4,4,4).